# George Glyn, 2. Baron Wolverton

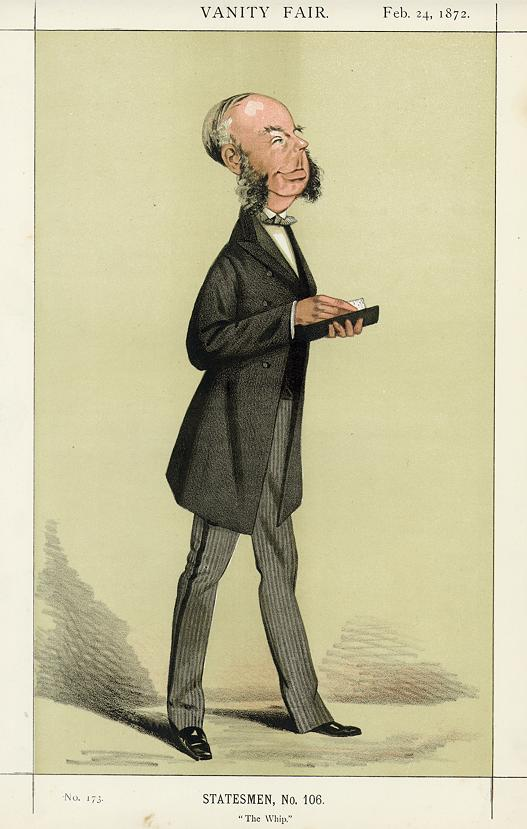
George Glyn, 2. Baron Wolverton in einer Karikatur der Zeitschrift Vanity Fair vom 24. Februar 1872

George Grenfell Glyn, 2. Baron Wolverton PC (* 10. Februar 1824 in London; † 6. November 1887 in Brighton, Sussex) war ein britischer Politiker der Liberal Party. Er war von 1857 bis 1873 Mitglied des House of Commons und ab 1873 Mitglied des House of Lords war. Er war zwischen 1880 und 1885 Paymaster General sowie von Februar bis August 1886 Postmaster General.

## Leben

### Familiäre Herkunft und Geschwister
Glyn war das älteste der elf Kinder von George Carr Glyn, einem Miteigentümer und der Privatbank Glyn, Mills & Currie, der zwischen 1847 und 1868 ebenfalls Abgeordneter des Unterhauses war und 1869 als 1. Baron Wolverton zum erblichen Peer erhoben wurde, sowie dessen Ehefrau Marianne Grenfell, einer Tochter des Politikers Pascoe Grenfell, der von 1802 bis 1826 ebenso Mitglied des House of Commons war. 
Zu seinen weiteren jüngeren Brüdern gehörte Vice-Admiral Hon. Henry Carr Glyn, der während des Krimkrieges von 1854 bis 1855 an der Belagerung von Sewastopol teilnahm und mit dem Order of the Bath, dem Order of the Star of India sowie dem Mecidiye-Orden ausgezeichnet wurde und Aide-de-camp von Königin Victoria war. Ein anderer jüngerer Bruder war der mit dem Mecidiye-Orden ausgezeichnete Major der Rifle Brigade Hon. Richard Riversdale Glyn, der jedoch bereits am 11. Dezember 1859 verstarb.
Ein anderer jüngerer Bruder Hon. Pascoe Charles Glyn, war von 1885 bis 1886 auch Abgeordneter des Unterhauses, ebenson wie der jüngere Bruder Hon. Sidney Carr Glyn, der zwischen 1880 und 1885 Mitglied des House of Commons war. Sein jüngerer Bruder Hon. Ashley Carr Glyn war als Barrister tätig.
Sein jüngster Bruder war der Geistliche Hon. Edward Carr Glyn, der zwischen 1897 und 1916 Bischof von Peterborough war.
Seine jüngste Schwester Hon. Alice Carr Glyn war die Ehefrau des Geistlichen Francis Pelham, der 1902 als 5. Earl of Chichester auch Mitglied des Oberhauses wurde.

### Studium, Bankier und Unterhausabgeordneter

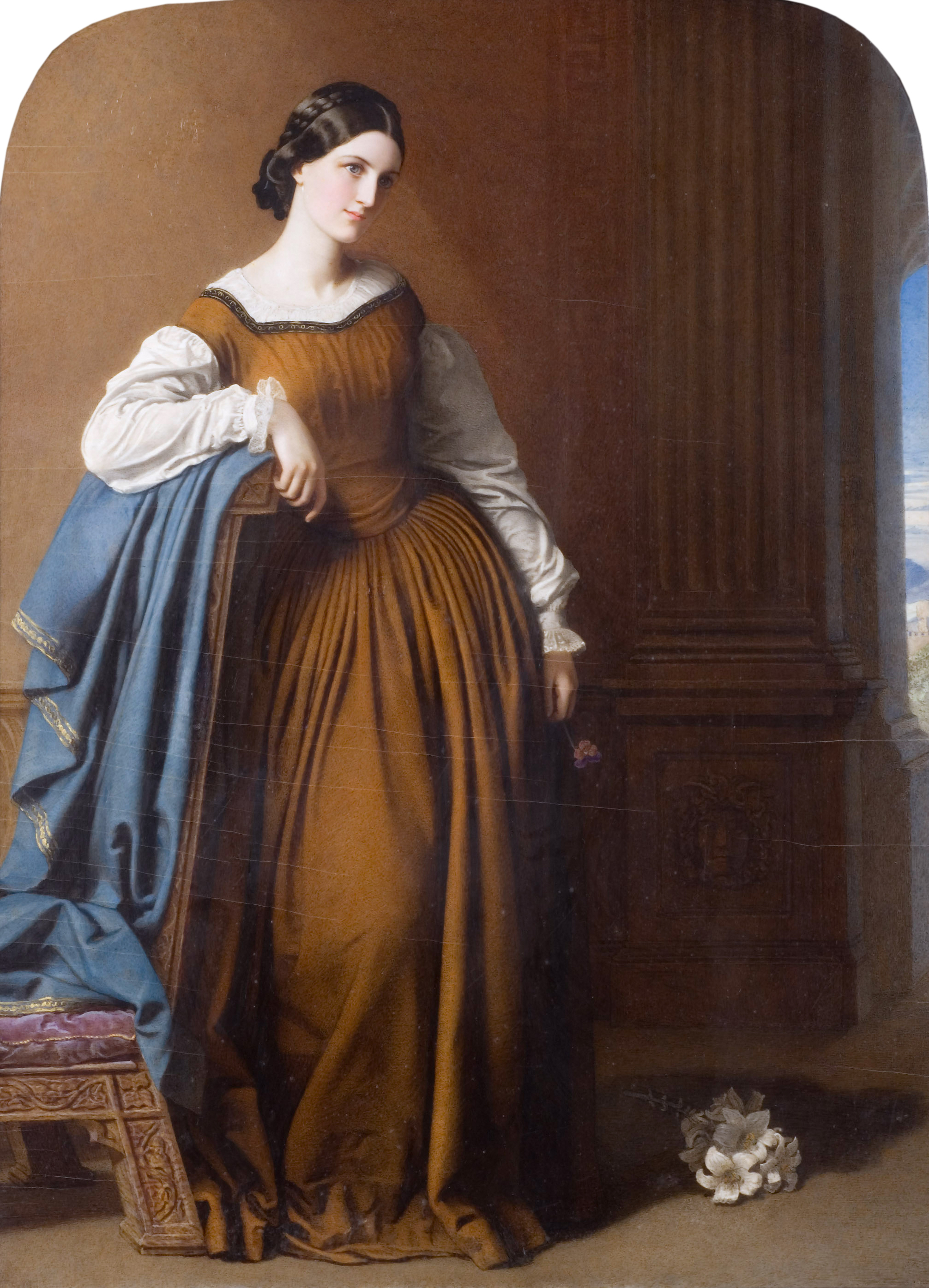
Georgiana Maria Tufnell, die Ehefrau von George Glyn, 2. Baron Wolverton (Gemälde von Robert Thorburn, Schwedisches Nationalmuseum zu Stockholm)

George Glyn absolvierte nach dem Besuch der Rugby School ein Studium am University College der Universität Oxford und trat im Anschluss 1845 als Partner in die der Familie gehörende Privatbank Glyn, Mills & Currie ein, für die er bis zu seinem Tod 1887 tätig war. Zwischenzeitlich war er Vorsitzender des am 2. Januar 1842 gegründeten Railway Clearing House (RCH), ein Clearing-Büro für Rechts- und Tariffragen zwischen den zahlreichen privaten Eisenbahnunternehmen, die damals den britischen Eisenbahnmarkt bedienten.
Seine politische Laufbahn begann Glyn, als er als Kandidat der Liberal Party für das Borough Shaftesbury am 27. März 1857 zum Mitglied des House of Commons gewählt wurde. Während dieser Zeit bekleidete er auch sein erstes Regierungsamt, als er als Parlamentarischer Geschäftsführer (Whip) während der ersten Regierung von Premierminister William Ewart Gladstone zwischen 1868 und 1873 Parlamentarischer Sekretär im Schatzamt (Joint Parliamentary Secretary to the Treasury) war. Darüber hinaus wurde er 1873 zum Mitglied des Privy Council (PC) berufen.

### Oberhausmitglied, Minister und Ehe
Beim Tod seines Vaters erbte George Glyn am 24. Juli 1873 dessen Adelstitel als 2. Baron Wolverton. Er wurde dadurch auf Lebenszeit Mitglied des House of Lords und schied dazu aus dem House of Commons aus.
Am 23. Apr. 1880 wurde er von Premierminister Gladstone als Generalzahlmeister (Paymaster General) in dessen zweites Kabinett berufen, dem er bis zum 23. Juni 1885 angehörte.
In der dritten, nur 174 Tage dauernden dritten Regierung Gladstones übte Glyn zwischen dem 17. Februar 1886 und dem 20. Juli 1886 das Amt des Generalpostmeisters (Postmaster General) aus.
Glyn war seit dem 22. Juni 1848 mit Georgiana Maria Tufnell († 1894) verheiratet, einer Tochter des Geistlichen George Tufnell. Da die Ehe kinderlos blieb, erbte sein Neffe Henry Richard Glyn, der älteste Sohn seines jüngeren Bruders Vice-Admiral Henry Carr Glyn, seinen Titel als 3. Baron Wolverton.